# Svenskbygd

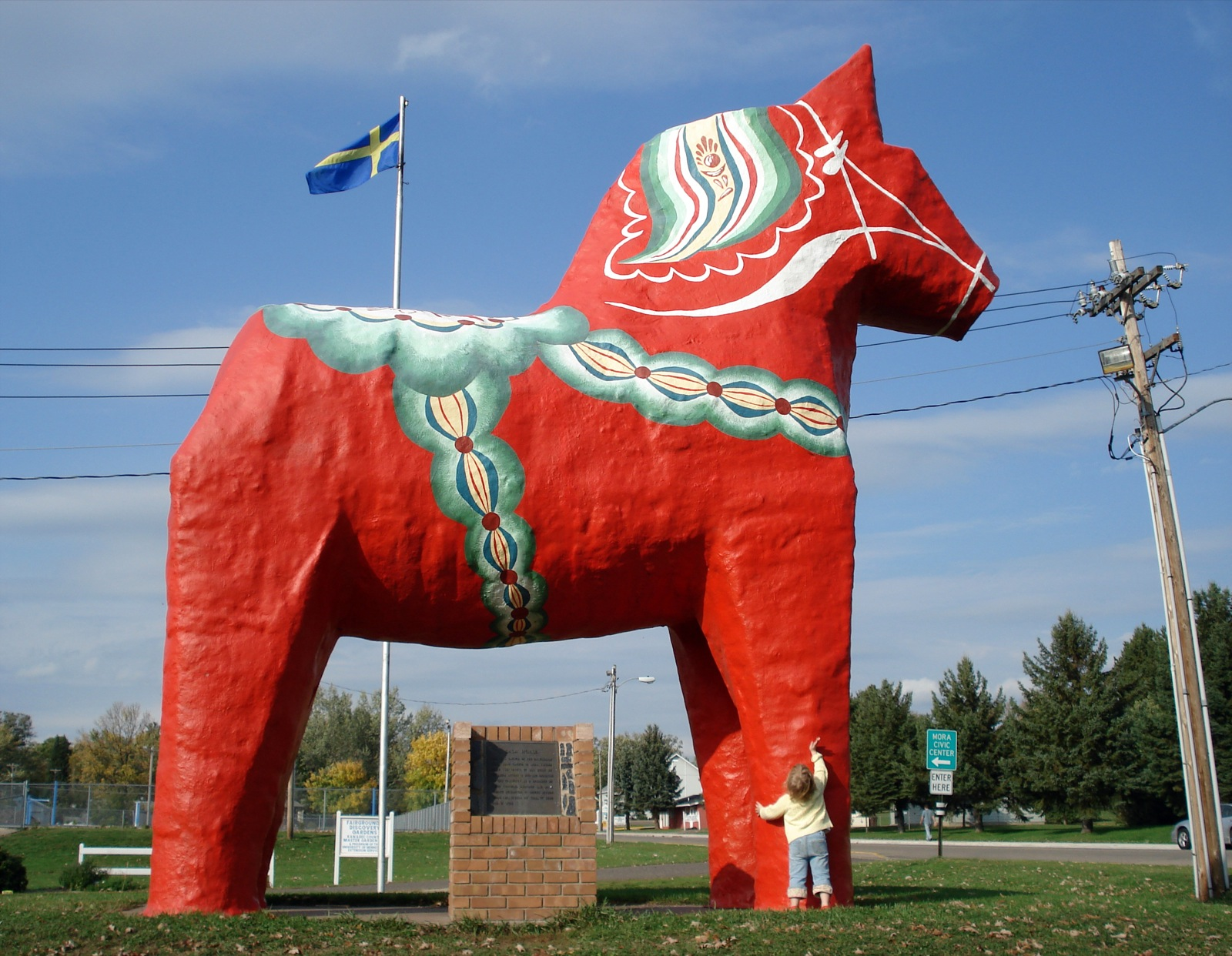
Dalahäststaty i Mora, Minnesota, USA.

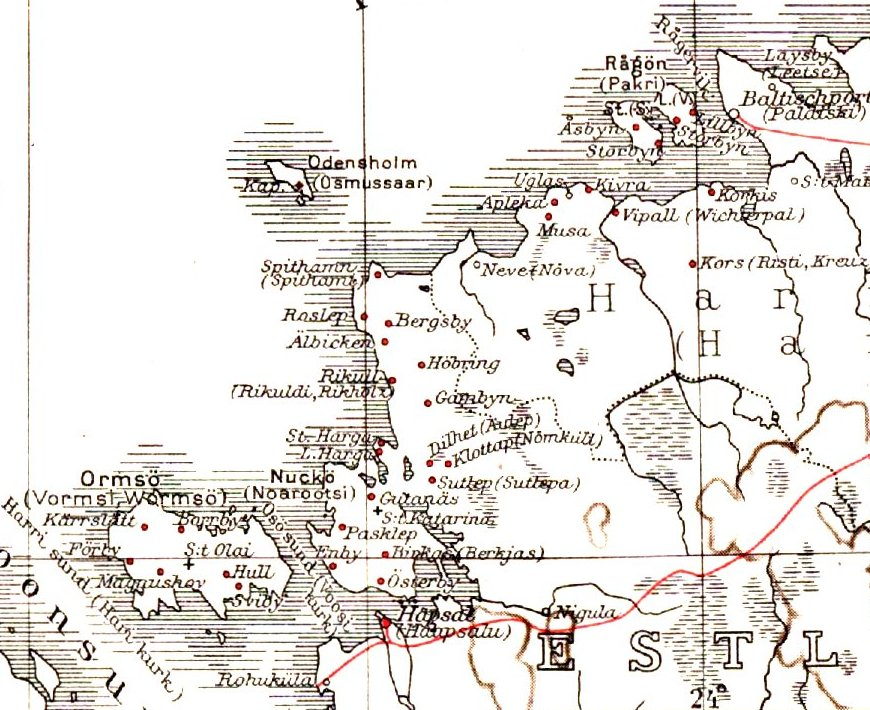
Svenskbygder i nordvästra Estland, markerade i rött på en karta från 1930.

Svenskbygd, ofta använt i plural, betecknar ett område där många svensktalande är bosatta men som i övrigt domineras av något annat språk.
Begreppet används oftast för invandrarområden i Nordamerika, exempelvis Minnesota i USA, men även för de områden i Estland som tidigare bebotts av så kallade Estlandssvenskar. Däremot används det sällan om de svensktalande områdena i Finland, då svenskan historiskt har haft en framskjuten plats där och alltjämt är ett officiellt språk.

### Fotnoter
1. ↑  Bodil Sjöström (14 februari 2010). ”Blågul resa genom Minnesota” (på svenska). Gefle dagblad. https://www.gd.se/artikel/blagul-resa-genom-minnesota. Läst 3 mars 2019.